# Iris Johansen
Pour les articles homonymes, voir Johansen.
Iris Johansen, née le 7 avril 1938 à Saint-Louis, dans l'État du Missouri, est une femme de lettres américaine, auteur de roman policier, de thriller et de roman d'amour.

## Biographie
Depuis 1983, elle publie des romans sentimentaux et de romance policière. Elle s'oriente ensuite vers l'écriture de thrillers dans lesquels les personnages féminins tiennent toujours les rôles principaux, notamment Eve Duncan, experte en remodelage facial, héroïne de près de vingt romans.
Pour Claude Mesplède, « si Iris Johansen utilise les mêmes recettes et multiplie les clichés, elle atteint néanmoins son principal objectif, captiver ».
Certains de ses romans sont coécrits avec son fils Roy Johansen.

## Œuvre

### Romans

#### SérieClanad
- The Lady and the Unicorn (1983) Publié en français sous le titre La Dame à la licorne, Presses de la Cité, coll. « Passion » no 34 (1984)  (ISBN 2-258-01447-6)
- Across the River of Yesterday (1987) Publié en français sous le titre Hier aux Antilles, Presses de la Cité, coll. « Club Passion » no 13 (1988)  (ISBN 2-258-02234-7)
- The Last Bridge Home (1987) Publié en français sous le titre Amour venu d'ailleurs, Presses de la Cité, coll. « Club Passion » no 10 (1988)  (ISBN 2-258-02228-2)
- Magnificent Folly (1989) Publié en français sous le titre Les Folies magnifiques, Presses de la Cité, coll. « Club Passion » no 85 (1990)  (ISBN 2-285-00231-9)
- A Tough Man to Tame (1991) Publié en français sous le titre Capitaine apprivoisé, Presses de la Cité, coll. « Club Passion » no 376 (1992)  (ISBN 2-285-00864-3)

#### SérieDonovan Enterprises
- Stormy Vows (1983) Publié en français sous le titre Les Cœurs ensorcelés, Presses de la Cité, coll. « Passion » no 15 (1984)  (ISBN 2-258-01380-1)
- Tempest at Sea (1983) Publié en français sous le titre Comme les vagues des Caraïbes, Presses de la Cité, coll. « Passion » no 19 (1984)  (ISBN 2-258-01392-5)

#### SérieReluctant Lark
- The Reluctant Lark (1983) Publié en français sous le titre La Ballade de Rory, Presses de la Cité, coll. « Passion » no 27 (1984)  (ISBN 2-258-01410-7)
- The Bronzed Hawk (1983) Publié en français sous le titre Amoureux vertige, Presses de la Cité, coll. « Passion » no 31 (1984)  (ISBN 2-258-01433-6)

#### SérieSedikhan
- The Golden Barbarian (1991) Publié en français sous le titre Un coin de paradis, Presses de la Cité, coll. « Passion » no 47 (1985)  (ISBN 2-258-01516-2)
- The Golden Valkyrie (1984)
- The Trustworthy Redhead (1984) Publié en français sous le titre L'Orient des désirs, Presses de la Cité, coll. « Passion » no 39 (1984)  (ISBN 2-258-01473-5)
- Capture the Rainbow (1984) Publié en français sous le titre Au bout de l'arc-en-ciel, Presses de la Cité, coll. « Passion » no 62 (1985)  (ISBN 2-258-01573-1)
- Touch the Horizon (1984) Publié en français sous le titre Le Prince du désert, Presses de la Cité, coll. « Passion » no 66 (1985)  (ISBN 2-258-01603-7)
- A Summer Smile (1985) Publié en français sous le titre La Plus Belle des Amies, Presses de la Cité, coll. « Passion » no 124 (1986)  (ISBN 2-258-01871-4)
- And the Desert Blooms (1986) Publié en français sous le titre Un printemps en hiver, Presses de la Cité, coll. « Passion » no 144 (1987)  (ISBN 2-258-01921-4)
- Always (1986) Publié en français sous le titre Au grand jamais, Presses de la Cité, coll. « Passion » no 155 (1987)  (ISBN 2-258-01999-0)
- Everlasting (1986) Publié en français sous le titre Pour toujours, Presses de la Cité, coll. « Passion » no 159 (1987)  (ISBN 2-258-02030-1)
- Til the End of Time (1986) Publié en français sous le titre Jusqu'à la fin des temps, Presses de la Cité, coll. « Club Passion » no 4 (1988)  (ISBN 2-258-02158-8)
- Star Light, Star Bright (1987) Publié en français sous le titre L'Étoile sans nom, Presses de la Cité, coll. « Club Passion » no 31 (1989)  (ISBN 2-258-02732-2)
- The Man from Half Moon Bay (1988) Publié en français sous le titre Le Meilleur des refuges, Presses de la Cité, coll. « Club Passion » no 38 (1989)  (ISBN 2-258-02692-X)
- Blue Skies and Shining Promises (1988) Publié en français sous le titre Des cieux d'azur, Presses de la Cité, coll. « Club Passion » no 45 (1989)  (ISBN 2-258-02881-7)
- Notorious (1990) Publié en français sous le titre La Route de Marasef, Presses de la Cité, coll. « Club Passion » no 283 (1991)  (ISBN 2-285-00415-X)

#### SérieSanta Flores
- No Red Roses (1984)
- Return to Santa Flores (1984) Publié en français sous le titre Retour au Santa Flores, Presses de la Cité, coll. « Passion » no 43 (1984)  (ISBN 2-258-01493-X)

#### SérieWhite Satin
- White Satin (1985) Publié en français sous le titre L'Amour en satin blanc, Presses de la Cité, coll. « Passion » no 82 (1985)  (ISBN 2-258-01680-0)
- Blue Velvet (1985) Publié en français sous le titre L'Amour en velours bleu, Presses de la Cité, coll. « Passion » no 99 (1986)  (ISBN 2-258-01767-X)
- And the Desert Blooms (1986)

#### SérieLa Saga des Delaney
- York, the Renegate (1986) Publié en français sous le titre York l'aventurier, Presses de la Cité, coll. « Passion » no 171 (1987)  (ISBN 2-258-02070-0), réédition Presses de la Cité, coll. « Passion - La Saga des Delaney » no 2 (1989)
- Matilda, the Adventuress (1987) Publié en français sous le titre Matilda l'indomptable, Presses de la Cité, coll. « Passion - La Saga des Delaney » no 5 (1989)  (ISBN 2-258-02981-3)
- This Fierce Splendor (1988) Publié en français sous le titre L'Orgueil des Delaney, Presses de la Cité, coll. « Passion - La Saga des Delaney » no 7 (1989)  (ISBN 2-258-02983-X), autre titre La Dynastie Delaney, Presses de la Cité, coll. « Passion - La Saga des Delaney » no 8 (1990)  (ISBN 2-285-00016-2)
- Wild Silver (1988) Publié en français sous le titre Les Foudres d'argent, Presses de la Cité, coll. « Passion - La Saga des Delaney » no 10 (1990)  (ISBN 2-285-00018-9)
- Satin Ice (1988) Publié en français sous le titre Souffle de satin, Presses de la Cité, coll. « Passion - La Saga des Delaney » no 13 (1990)  (ISBN 2-285-00021-9)

#### SérieThe Wind Dancer
- The Wind Dancer (1991) Publié en français sous le titre Danser dans le vent, Presses de la Cité, coll. « Femme Passion » no 53 (1992)  (ISBN 2-285-00856-2)
- Storm Winds (1991) Publié en français sous le titre Le Souffle de la tempête, Presses de la Cité, coll. « Femme Passion » no 58 (1992)  (ISBN 2-285-00861-9)
- Reap the Wind (1991) Publié en français sous le titre Le Grand Ouragan, Presses de la Cité, coll. « Femme Passion » no 62 (1992)  (ISBN 2-285-00873-2)
- Final Target (2001) Publié en français sous le titre Dernière Cible, Encre de nuit, coll. « Blême » (2003)  (ISBN 2-84860-008-X)

#### SérieLion's Bride
- Lion's Bride (1996) Publié en français sous le titre L'Esclave du désert, J'ai lu no 4815 (1998)  (ISBN 2-290-04815-1), réédition France Loisirs, coll. « Évasion » (1999)  (ISBN 2-7441-2602-0), réédition J'ai lu no 4815 (2009)  (ISBN 978-2-290-01625-1)
- The Treasure (2008) Publié en français sous le titre Le Trésor, J'ai lu no 9111 (2009)  (ISBN 978-2-290-01528-5)

#### SérieEve Duncan
- The Face of Deception (1998) Publié en français sous le titre Sous les traits du mensonge France Loisirs (1999)  (ISBN 2-7441-2739-6), réédition Éditions Belfond (2000)  (ISBN 2-7144-3649-8), réédition Pocket, coll. « Presses-Pocket » no 11444 (2003)  (ISBN 2-266-11751-3)
- The Killing Game (1999) Publié en français sous le titre Le Tueur de Talladega, Éditions Belfond (2001)  (ISBN 2-7144-3719-2), réédition France Loisirs (2002)  (ISBN 2-7441-5284-6), réédition Éditions VDB (2002)  (ISBN 2-87821-985-6), réédition Pocket, coll. « Presses-Pocket » no 11686 (2004)  (ISBN 2-266-12513-3)
- The Search (2000) Publié en français sous le titre Course à mort, Encre de nuit, coll. « Blême » (2003)  (ISBN 2-84860-000-4), réédition France Loisirs, coll. « Thriller » (2003)  (ISBN 2-7441-6442-9), réédition J'ai lu no 7411 (2004)  (ISBN 2-290-33744-7)
- Body of Lies (2002) Publié en français sous le titre Cadavres menteurs, France Loisirs, coll. « Suspense » (2003)  (ISBN 2-7441-6117-9), réédition Encre de nuit, coll. « Blême » (2004)  (ISBN 2-84860-014-4)
- Blind Alley (2004)
- Countdown (2005)
- Stalemate (2006)
- Quicksand (2008)
- Blood Game (2009)
- Eight Days to Live (2010)
- Chasing the Night (2010)
- Eve (2011)
- Quinn (2011)
- Bonnie (2011)
- Sleep No More (2012)
- Taking Eve (2013)
- Hunting Eve (2013)
- Silencing Eve (2013)
- Shadow Play (2015)
- Hide Away (avril 2016)
- Night and Day4 (2016)
- Mind Game (2017)
- Shattered Mirror (2018)
- Dark Tribute (2019)
- Smokescreen (2019)
- The Persuasion (2020)
- The Bullet (2021)
- Captive (2022)

#### SérieHannah Bryson(coécrit avec Roy Johansen)
- Silent Thunder (2008)
- Shadow Zone (2010)

#### SérieCatherine Ling
- Chasing the Night (2010)
- What Doesn't Kill You (2012)
- Live to See Tomorrow (2014)
- Your Next Breath (2015)

#### SérieKendra Michaels(coécrit avec Roy Johansen)
- Close Your Eyes (2012)
- With Open Eyes (2012)
- Sight Unseen (2014)
- The Naked Eye (2015)
- Night Watch (2016)
- Look Behind You (2017)
- Double Blind (2018)
- Hindsight (2020)
- Blink of an Eye (2021)
- Flashback (2024)

#### Autres romans
- The Forever Dream (1985) Publié en français sous le titre Un amour éternel, Presses de la Cité, coll. « Romans » (1985)  (ISBN 2-258-01611-8), réédition France Loisirs (1986)  (ISBN 2-7242-3033-7)
- The Spellbinder (1987) Publié en français sous le titre La Chanteuse de Budapest , Presses de la Cité, coll. « Club Passion » no 27 (1988)  (ISBN 2-258-02556-7)
- One Touch of Topaz (1988)
- Strong, Hot Winds (1988) Publié en français sous le titre Vent des sables, Presses de la Cité, coll. « Club Passion » no 55 (1989)  (ISBN 2-258-02906-6)
- Wicked Jake Darcy (1989) Publié en français sous le titre Le Grand Méchant Darcy, Presses de la Cité, coll. « Club Passion » no 96 (1990)  (ISBN 2-285-00301-3)
- Tender Savage (1990) Publié en français sous le titre La Belle et le Prisonnier, Presses de la Cité, coll. « Club Passion » no 308 (1991)  (ISBN 2-285-00592-X)
- An Unexpected Song (1990) Publié en français sous le titre Chanson surprise, Presses de la Cité, coll. « Club Passion » no 339 (1991)  (ISBN 2-285-00737-X)
- Winter Bride (1992) Publié en français sous le titre L'Épouse de l'hiver, Presses de la Cité, coll. « Club Passion » no 430 (1993)  (ISBN 2-285-01071-0)
- The Tiger Prince (1992) Publié en français sous le titre Prince de cœur, J'ai lu no 3757 (1994)  (ISBN 2-277-23757-4)
- Star-Spangled Bride (1993) Publié en français sous le titre Héros malgré lui, Presses de la Cité, coll. « Club Passion » no 572 (1996)  (ISBN 2-265-05294-9)
- The Magnificent Rogue (1993) Publié en français sous le titre Le Seigneur arrogant, J'ai lu no 4477 (1997)  (ISBN 2-290-04477-6)
- The Beloved Scoundrel (1994)
- Midnight Warrior (1994) Publié en français sous le titre Le Guerrier de minuit, J'ai lu no 4217 (1996)  (ISBN 2-277-24217-9)
- Dark Rider (1995)
- The Ugly Duckling (1996) Publié en français sous le titre Sans pitié, Éditions La Martingale (1996)  (ISBN 2-277-37069-X), réédition J'ai lu no 4551 (1997)  (ISBN 2-290-04551-9)
- Long After Midnight (1997) Publié en français sous le titre Bien après minuit, Éditions de l'Archipel, coll. « Les Maîtres du suspense » (1998)  (ISBN 2-84187-105-3), réédition Pocket, coll. « Presses-Pocket » no 10539 (1999)  (ISBN 2-266-08718-5), réédition  Éditions de la Seine, coll. « Succès du livre » (1999)  (ISBN 2-7382-1273-5)
- And Then You Die (1997) Publié en français sous le titre Mort sur objectif, Éditions de l'Archipel, coll. « Les Maîtres du suspense » (2000)  (ISBN 2-84187-227-0), réédition Pocket, coll. « Presses-Pocket » no 11169 (2001)  (ISBN 2-266-10773-9)
- No One to Trust (2002) Publié en français sous le titre Confiance mortelle, France Loisirs, coll. « Suspense » (2004)  (ISBN 2-7441-7197-2)
- Dead Aim (2003)
- Fatal Tide (2003) Publié en français sous le titre Marée fatale, J'ai lu no 8210 (2006)  (ISBN 978-2-290-35053-9)
- Firestorm (2004) Publié en français sous le titre Tempête de feu, Payot & Rivages, coll. « Payot suspense » (2008)  (ISBN 978-2-228-90126-0), réédition J'ai lu no 8877 (2009)  (ISBN 978-2-290-01598-8)
- On The Run (2005)
- Killer Dreams (2006)
- Pandora's Daughter (2007)
- Dark Summer (2008)
- Deadlock (2009)
- Storm Cycle (2009) (coécrit avec Roy Johansen)
- The Perfect Witness (2014)
- Vendetta (2018)
- Chaos (2020)

## Prix et distinctions

### Nomination
- Prix Thriller 2025 du meilleur thriller en série pour Flashback[2]

## Filmographie

### Adaptation
- 2011 : Sur les traces de ma fille (The Killing Game), téléfilm américain réalisé par Bobby Roth, adaptation du roman Le Tueur de Talladega (The Killing Game)

## Sources
: document utilisé comme source pour la rédaction de cet article.
- Claude Mesplède (dir.), Dictionnaire des littératures policières, vol. 2 : J - Z, Nantes, Joseph K, coll. « Temps noir », 2007, 1086 p. (ISBN 978-2-910-68645-1, OCLC 315873361), p. 45-46.